# Gigantiops destructor
Gigantiops destructor är en myrart som först beskrevs av Fabricius 1804.  Gigantiops destructor ingår i släktet Gigantiops och familjen myror. Inga underarter finns listade i Catalogue of Life.

## Bildgalleri

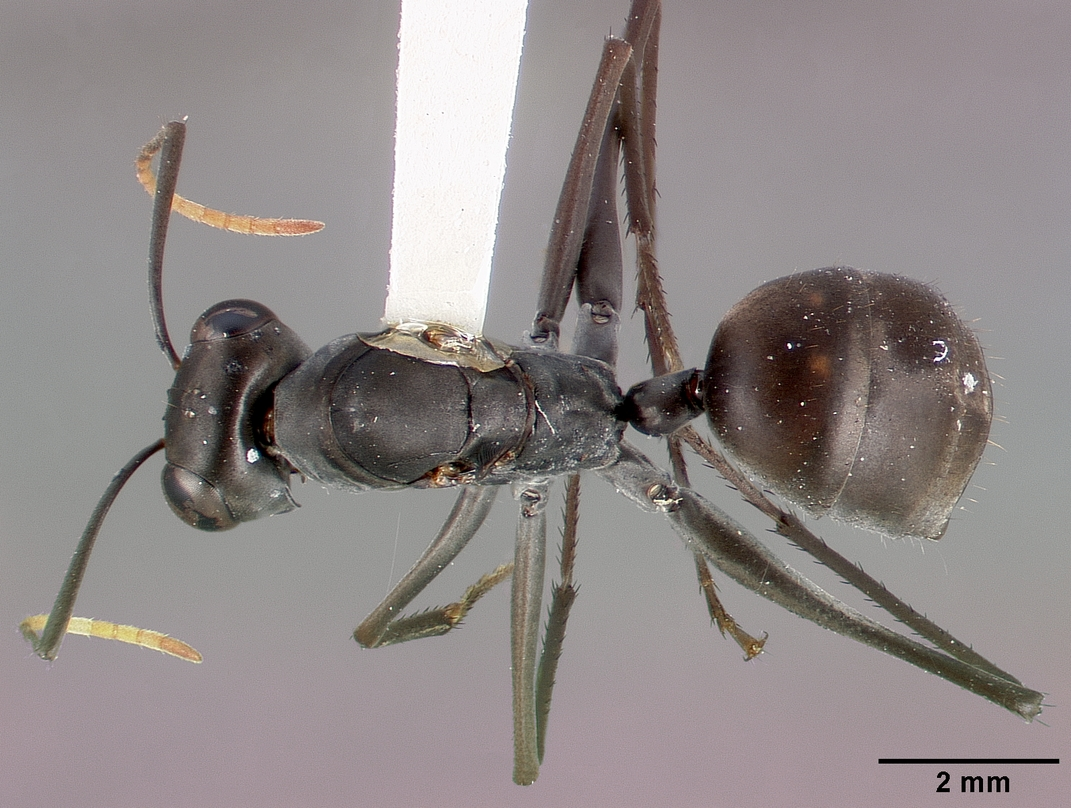
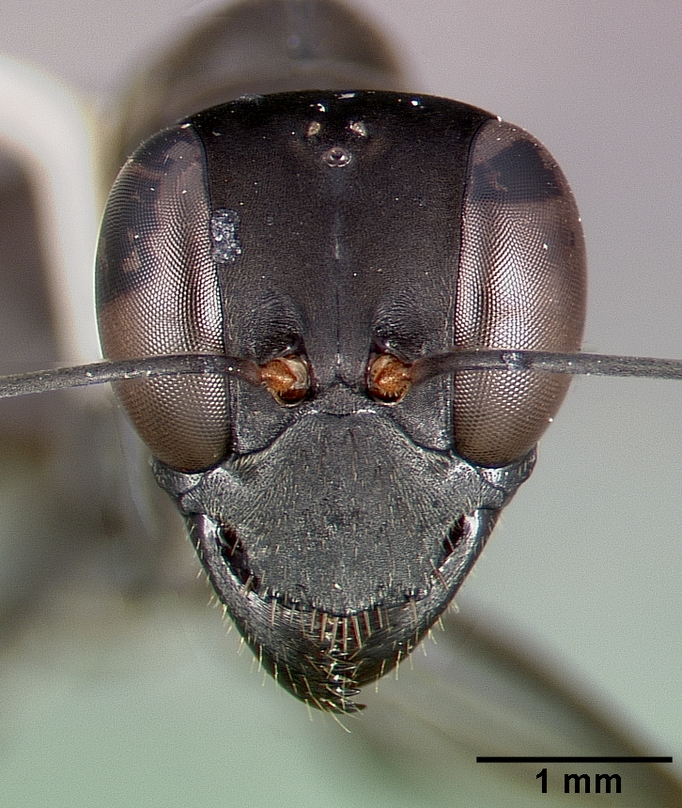
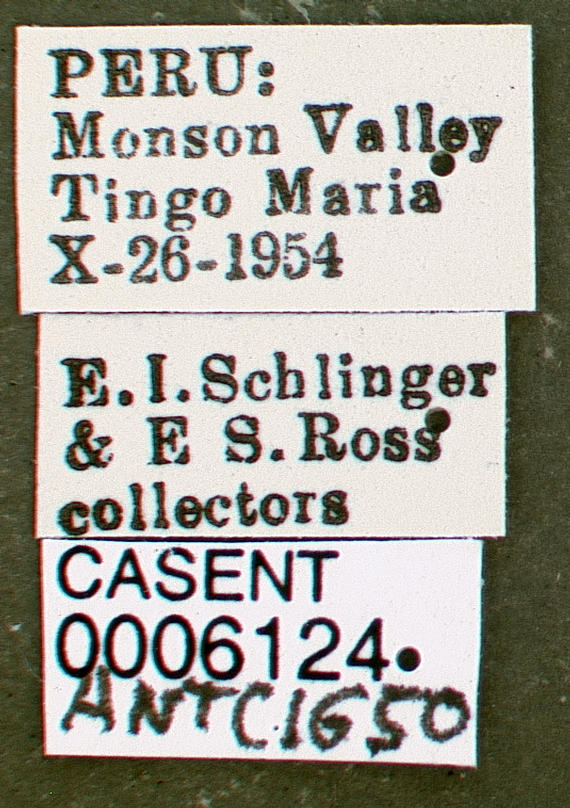
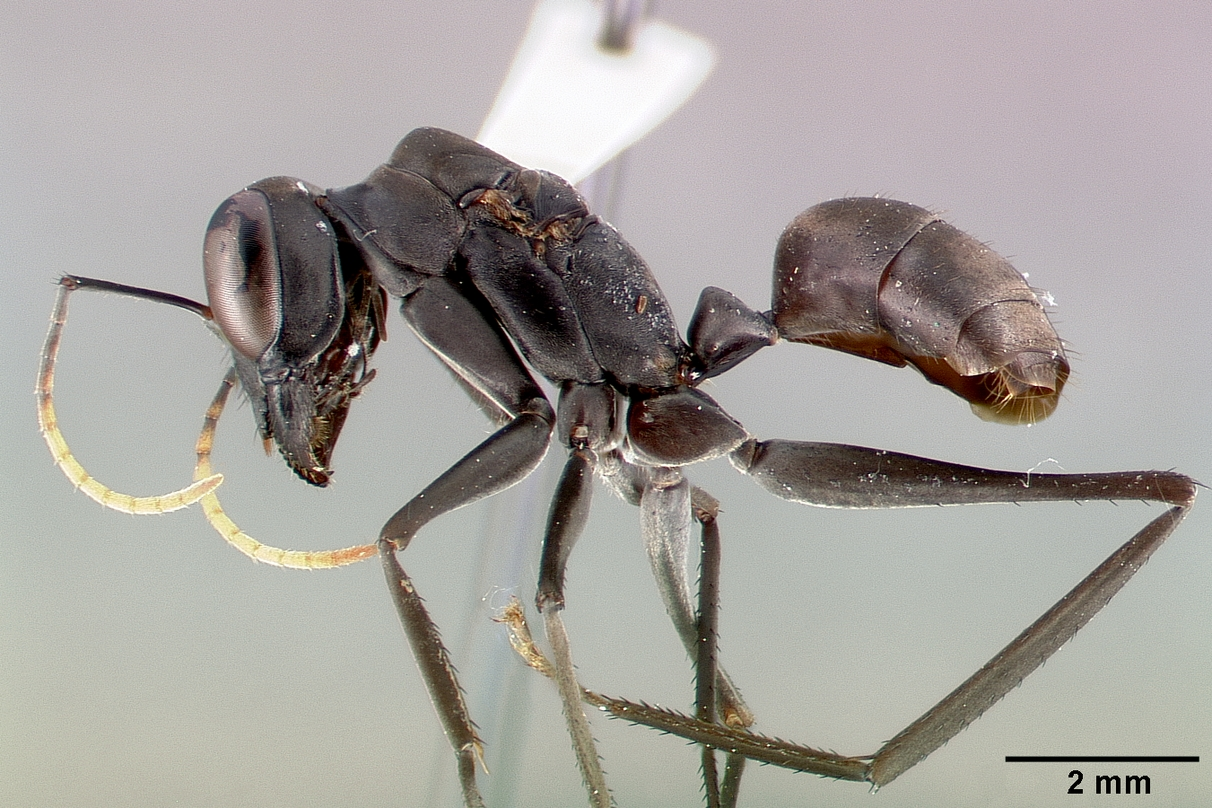
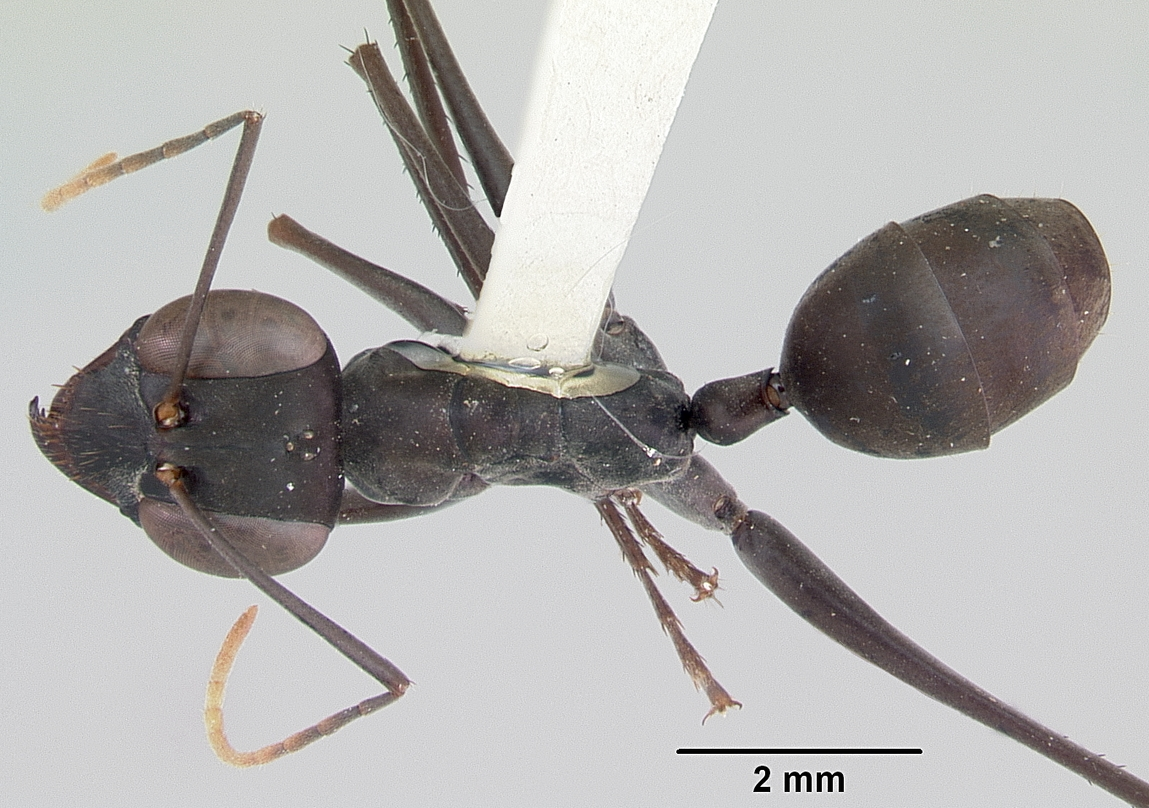
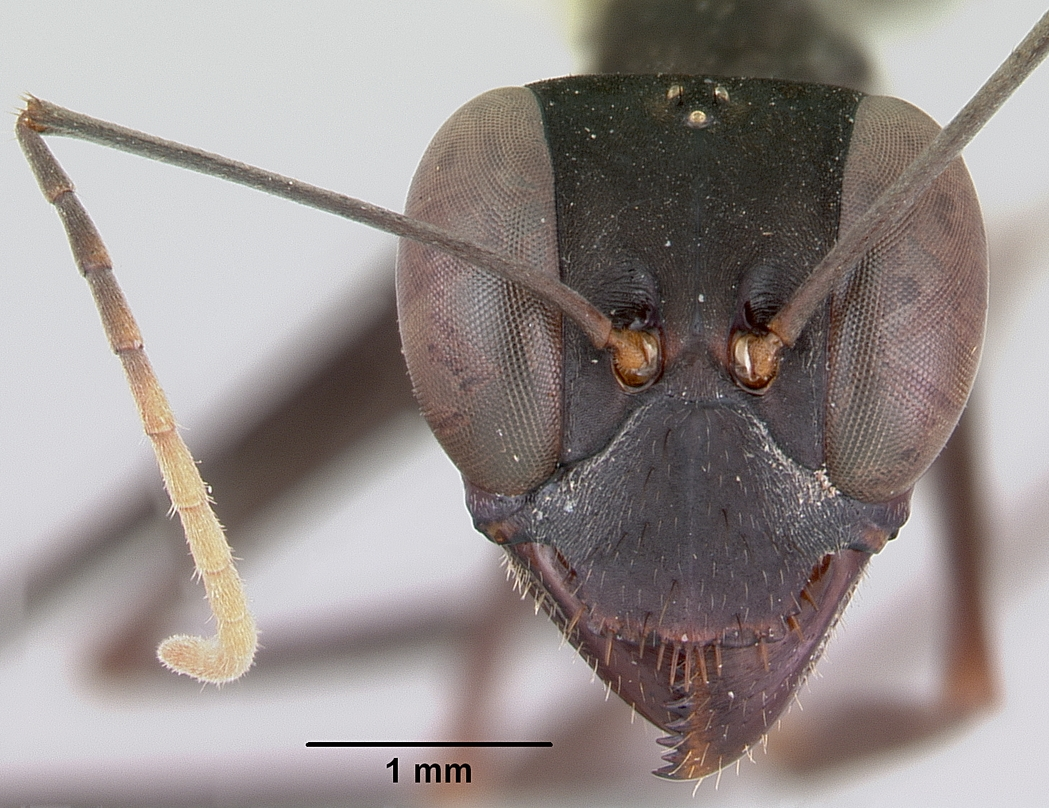